# Orlov (Kirovi terület)
Orlov (oroszul: Орлов) város Oroszország Kirovi területén, az Orlovi járás székhelye.
Lakossága: 6959 fő (a 2010. évi népszámláláskor).
1923–1992 között neve Halturin volt. (A közelben született Sztyepan Halturin narodnyik anarchistáról nevezték el).

## Fekvése
A Kirovi terület központi részén, Kirov területi székhelytől 57 km-re nyugatra, a Vjatka jobb partján terül el. A városon  és a mellette épült Vjatka-hídon vezet a „Vjatka” nevű R176-os főút. A legközelebbi vasútállomás 50 km-re, a transzszibériai vasútvonal északi ágán fekvő Kotyelnyicsben van.

## Története
A Vjatka partján árkokkal körülvett, kiugró földterületen hozták létre. Egy magyarázat szerint erre utal neve, mely az orosz „ozserelje” (jelentése 'nyaklánc, nyakék') régi alakjából (orel, rel) keletkezett. Első írásos említése 1459-ből származik. 1780-ban városi rangban ujezd székhelye lett. Területén át vezetett az a  kereskedelmi útvonal, melyen gabonát, lisztet, bőröket és más árukat szállítottak az északkeleti Arhangelszkbe. A 19. században a kézművesség egyik központjaként fejlődött, több mint 25 féle kézműves műhelye, valamint bőrgyára és gyufagyára volt. 

## A mai város
Nagy része földszintes faházakból áll, de a városközpontot a 19-20. század fordulóján a helyi kereskedők által épített téglaépületek díszítik. 1984-ben megnyitott helytörténeti múzeumát is egy 19. századi kereskedő emeletes családi házában rendezték be. A helytörténeti múzeumon kívül külön a 19. századi paraszti életmódot bemutató múzeum is létesült. 
A városközpontban fennmaradt a Troickij-templom (Szentháromság-templom, 1783) és a Kazanyi-székesegyház 1805-ben épített négyszintes harangtornya. A székesegyház épületét a világháború előtti években lebontották, tégláit a kultúrház építésénél használták fel.